# Peter Sorokin
Pour les articles homonymes, voir Sorokine.
Peter Pitirimovich Sorokin (10 juillet 1931 - 24 septembre 2015) est un physicien russo-américain et co-inventeur du laser à colorant,.

## Biographie
Peter Sorokin est le fils d'un éminent sociologue russe Pitirim Sorokin et de son épouse, la microbiologiste Elena Baratynskaya, qui appartient à la noblesse russe. Il est né à Boston et grandit à Winchester, Massachusetts,. Il fréquente l'Université Harvard, où il obtient un baccalauréat en 1952 et un doctorat en physique appliquée en 1958 sous la direction de Nicolaas Bloembergen.
Peter Sorokin rejoint IBM en 1958. Sorokin et son collègue J. R. Lankard, des laboratoires de recherche IBM, utilisent un laser à rubis pour exciter un colorant laser proche infrarouge. Leur rapport est rapidement suivi par celui de Fritz Peter Schäfer. En 1974, Sorokin reçoit la médaille Albert A. Michelson du Franklin Institute. En 1983, il reçoit le prix Comstock de physique de l'Académie nationale des sciences et en 1984 le prix Harvey du Technion d'Israël. En 1991, il reçoit le premier prix Arthur L. Schawlow en science du laser de la Société américaine de physique. Sorokin est IBM Fellow en 1968. Il est également membre de l'Optical Society of America. Vers la fin de sa carrière, il s'intéresse à l'astronomie. Sorokin est décédé à l'âge de 84 ans le 24 septembre 2015 des suites de blessures subies lors d'une chute en août,.